# Radostowo (Subkowy)
Radostowo (Kaschubisch: Radòstowò, Deutsch: Rathstube) ist ein kaschubisches Dorf in Polen, gelegen in der Woiwodschaft Pommern, im Landkreis Tczew, in der Gemeinde Subkowy.
Das Dorf liegt an der Strecke der Eisenbahnlinie Nr. 131 Chorzów Batory - Tczew und an der Landstraße Nr. 230. Es ist der Sitz der Sołectwo Radostowo, zu der auch die Ortschaften Starzęcin und Radostkowo gehören. Radostowo liegt Luftlinie 3 km von Subkowy entfernt und 1,5 km vom Bahnhof Subkowy.
In der Gemeinde Radostowo-Starzęcin leben etwa 600 Einwohner.

## Geschichte
Radostowo, das im 13. Jahrhundert Teil des Landes Gnesen war, gehörte Racibor, dem Bruder des pommerschen Herzogs Sambor II. Der kinderlose Racibor schenkte dieses Land den Zisterziensern von Oliva. Diese Schenkung wurde im Jahr 1224 von Herzog Sambor in Tymawia bestätigt. Die Einkünfte aus seiner Nutzung sollten von den Zisterziensermönchen für den Bau eines neuen Klosters verwendet werden, da das alte von den Pruzzen zerstört worden war. Gemäß dieser Vereinbarung erhielten die Zisterzienser zusätzlich 10 Hufen (17,95 ha nach Kulmer Recht) in Rajkowy. Nach Racibors Tod versprach Herzog Sambor II den Zisterziensern zornig, dieses Land den Kreuzrittern zu überlassen. Am 18. Mai 1282 erhielten die Kreuzritter das Land Gnesen mit Ausnahme von zwei Gütern: Rajkowy und Radostowo, die weiterhin in den Händen der Zisterzienser blieben.

## Sehenswürdigkeiten
In Radostowo befindet sich eine Gutshof-Park-Anlage, die aus dem späten 18. Jahrhundert und der Mitte des 19. Jahrhunderts stammt. Sie setzt sich aus einem Wirtschaftsteil zusammen, in dem ein zentraler Platz von den Wirtschaftsgebäuden umgeben ist, sowie aus einem repräsentativen Teil mit dem Herrenhaus und dem Park.
Gemäß dem Denkmalregister NID ist die Gutshof-Anlage in die Denkmalliste eingetragen, 19. Jahrhundert bis 20. Jahrhundert, Registrierungsnummer: A-1145 vom 3. März 1987:
- Herrenhaus
- Park
- Schmiede
- Speicherhaus von 1787

Die Gutshof-Park-Anlage in Radostowo ist in das Verzeichnis der Immobilien-Denkmäler der Woiwodschaft Pommern eingetragen aufgrund ihrer kulturellen Werte, die durch die Kontinuität des Ortes, die räumlich-historischen Werte der bestehenden Bebauung sowie die natürlichen Werte des Baumbestands im Park entstehen.
Das Herrenhaus, in Form eines Buchstaben "L" mit kleinen Anbauten, ist zweistöckig und mit einem zweifach geneigten Dach bedeckt. Die Fassaden sind abgesehen vom barockisierenden Portal ohne Schmuckelemente. Auf der Nordseite des Herrenhauses steht inmitten des heutigen Parkgeländes die Schmiede – ein Ziegelgebäude mit einem offenen Vorbau, gestützt auf hölzernen Säulen und bedeckt mit einem zweifach geneigten Dach, das mit Dachziegeln gedeckt ist.